# 고바야시 이즈미
고바야시 이즈미(일본어: 小林泉美, 1977년 6월 20일 ~ )는 일본의 여자 바둑기사로 일본기원 도쿄 본원 소속이다. 아버지는 고바야시 고이치 9단이며 남편은 대만 출신의 장쉬 9단이다.

## 약력 및 입문
고바야시 이즈미는 1977년 6월 20일 일본 도쿄에서 아버지인 고바야시 고이치 9단의 딸로 태어나 1990년 아버지인 고바야시 고이치로부터 바둑에 입문하고 이후 1995년 입단
1996년 제21기 일본 기성전 초단전에서 여류기사로는 최초 우승을 했고 1998년 제23기 일본 기성전 2단전에서도 우승하고 또한 제1기 일본 여류기성전 우승을 시작으로
제13기 일본 여류명인전 우승 제20기 일본 여류본인방전에서도 우승해 최초 여류명인과 여류본인방의 타이틀을 따고 2003년 제15기 일본 여류명인전에서 다시 우승해 건재함을 과시했고
또한 제42기 일본 십단전에 본선진출해 여류기사로는 6번째로 일본 7대 메이저 바둑대회에 진출하는 쾌거를 이뤘다, 그리고 제22기 일본 여류본인방전에서 다시 우승해 1990년대 후반에서 2000년대
초반까지 셰이민 6단 이전에 일본 여류바둑의 최강자로 군림해왔다. 그러다가 2004년 대만출신의 바둑기사인 장쉬 9단과 결혼을 하면 잠시 슬럼프에 빠지게 된다.
하지만 다시 여류바둑 최강자의 부활을 알렸던 제16기 일본 여류명인전에서 다시 우승하여 견제함을 과시했다.
그 후 제43기 일본 십단전에서 2년 연속 본선 진출했고 특히 본선전에서 자신의 바둑 스승이자 아버지인 고바야시 고이치 9단과의 대국에서도 아버지와 딸의 부녀간 대전도 펼쳤었다.
그리고 2005년 제7기 일본 여류최강전에서 우승해 여류기사로는 사상최초로 여류명인,여류본인방,여류기성,여류최강자등 4개 대회 그랜드슬램을 달성한다. 또 2007년 일본바둑 역사상 처음으로
펼쳐졌던 제1회 야마토 증권배 인터넷 바둑 마스터즈 대회에서 우승했다. 그 후에 마땅한 여류대회에선 보여주지 못했다가 2024년 제3회 테이케이그룹배 여류 레전드배에서 고야마 테루미 6단을 꺾고 2007년 이후 17년만이자 오랜만에 
여류대회 우승을 차지했다.

## 입단
- 1990년 아버지 고바야시 고이치 9단으로부터 바둑 입문
- 1995년 입단(入段) 및 초단(初段)
- 1997년 2단(二段) 승단
- 1998년 3단(三段) 승단
- 1999년 4단(四段) 승단
- 2001년 5단(五段) 승단
- 2004년 6단(六段) 승단
- 2021년 7단(七段) 승단

## 수상
- 1996년 제21기 일본 기성전 초단전 우승
- 1998년 제23기 일본 기성전 2단전 우승, 제1기 일본 여류기성전 첫 우승
- 2001년 제13기 일본 여류명인전 우승 (상대 아오키 기쿠요(青木喜久代) 8단), 제20기 일본 여류본인방전 우승 (최초 여류명인,여류본인방 취득)
- 2003년 제15기 일본 여류명인전 우승 (상대 아오키 기쿠요(青木喜久代) 8단), 제42기 일본 십단전 본선진출, 제22기 일본 여류본인방전 우승

(상대 야시로 쿠미코(矢代　久美子) 5단)
- 2004년 제16기 일본 여류명인전 우승, 제43기 일본 십단전 2년 연속 본선진출
- 2005년 제7기 일본 여류최강전 우승, 사상 최초 4대 타이틀 그랜드 슬램 달성(여류본인방,여류명인,여류기성,여류최강자 女流本因坊、女流名人、女流棋聖、女流最強位)
- 2007년 제1회 일본 야마토 증권배 인터넷 바둑 마스터즈 대회 우승
- 2024년 제3회 테이케이그룹배 여류 레전드전 우승(상대 고야마 테루미 6단)
- 2025년 제4회 테이케이그룹배 여류 레전드전 우승(2연패, 상대 오사와 나루미 5단)

## 기록
- 1998년 기도상 여류상
- 1999년 기도상 신인상
- 2001년 통산 200승 달성(여류기사 최연소 24세 1달),승률 1위 (.639)
- 2001~2003년 기도상 여류상 수상(3연패)
- 2001~2003년 여류기사 상금 랭킹 1위
- 2004년 제22회 일본 언론인 클럽상 수상(장쉬 9단과 최초 동시 수상)
- 2005년 통산 300승 달선(여류기사 최연소 27세 6개월),승률 1위(.611)
- 2007년 여류기사 상금 랭킹 1위

## 가족관계
- 아버지: 고바야시 고이치 9단
- 남편: 장쉬 9단